# Coenonycha crispata
Coenonycha crispata är en skalbaggsart som beskrevs av Mcclay 1943. Coenonycha crispata ingår i släktet Coenonycha och familjen Melolonthidae. Inga underarter finns listade i Catalogue of Life.